# احمدآباد خواجه
احمدآباد خواجه یک روستا در ایران است که در بخش مرکزی شهرستان سیرجان واقع شده‌است.